# A Ferencvárosi TC 1983–1984-es szezonja
A Ferencvárosi TC 1983–1984-es szezonja szócikk a Ferencvárosi TC első számú férfi labdarúgócsapatának egy szezonjáról szól, mely összességében és sorozatban is a 83. idénye volt a csapatnak a magyar első osztályban. A klub fennállásának ekkor volt a 85. évfordulója.

## Mérkőzések
| Színmagyarázat | Színmagyarázat |
| -------------- | -------------- |
|                | Győzelem.      |
|                | Döntetlen.     |
|                | Vereség.       |

### UEFA-kupa
1. kör
| 1983. szeptember 14. |

| PSV Eindhoven                   | 4 – 2               | Ferencváros            |
| ------------------------------- | ------------------- | ---------------------- |
| Koolhof 19' 80' Hallvar 20' 40' | (3 – 1) Jegyzőkönyv | Ebedli 37' Kvaszta 68' |

| Philips Stadion, Eindhoven Nézőszám: 9 250 |

| 1983. szeptember 28. |

| Ferencváros | 0 – 2               | PSV Eindhoven           |
| ----------- | ------------------- | ----------------------- |
|             | (0 – 1) Jegyzőkönyv | Hallvar 26' Koolhof 55' |

| Üllői út, Budapest Nézőszám: 18 000 |

### NB 1 1983–84

#### Őszi fordulók
| 1. forduló 1983. november 9. |

| Ferencváros                         | 3 – 0               | Diósgyőr                       |
| ----------------------------------- | ------------------- | ------------------------------ |
| Kvaszta 15' 30' Koch 78' Mörtel 64' | (2 – 0) Jegyzőkönyv | Teodoru 17′, m. u.′ Görgei 35' |

| Gyöngyös Nézőszám: 8 000 Játékvezető: Kőrös László (magyar) |

- A mérkőzést elhalasztották.

| 2. forduló 1983. augusztus 24. |

| Csepel SC              | 1 – 0               | Ferencváros |
| ---------------------- | ------------------- | ----------- |
| Mészöly 69' Elekes 22' | (0 – 0) Jegyzőkönyv | Rab 81'     |

| Béke téri stadion, Budapest Nézőszám: 15 000 Játékvezető: Pádár László (magyar) |

| 3. forduló 1983. augusztus 27. |

| Ferencváros         | 2 – 1               | Nyíregyházi VSSC       |
| ------------------- | ------------------- | ---------------------- |
| Pogány 44' Koch 84' | (1 – 1) Jegyzőkönyv | Polyák 13' Moldván 54' |

| Üllői út, Budapest Nézőszám: 15 000 Játékvezető: Jaczina Róbert (magyar) |

| 4. forduló 1983. szeptember 3. |

| Tatabányai Bányász                                        | 4 – 3               | Ferencváros                         |
| --------------------------------------------------------- | ------------------- | ----------------------------------- |
| Weimper 16' Kiprich 52' (11-esből) Plotár 74' Udvardi 89' | (1 – 1) Jegyzőkönyv | Murai 44' 49' Rubold 48' Pogány 58' |

| Városi Stadion, Tatabánya Nézőszám: 5 000 Játékvezető: Urbán Árpád (magyar) |

| 5. forduló 1983. szeptember 10. |

| Vasas                                                  | 4 – 2               | Ferencváros                                                       |
| ------------------------------------------------------ | ------------------- | ----------------------------------------------------------------- |
| Komjáti 32' 51' Kuti 65' Kiss 70' Csima 87' Csorba 25' | (1 – 0) Jegyzőkönyv | Koch 47' Pogány 67' (11-esből) Jancsika 49' Rubold 56' Ebedli 90′ |

| Népstadion, Budapest Nézőszám: 40 000 Játékvezető: Hartmann Lajos (magyar) |

| 6. forduló 1983. szeptember 18. |

| Ferencváros           | 2 – 2               | Rába ETO                                      |
| --------------------- | ------------------- | --------------------------------------------- |
| Pogány 58' Szántó 85' | (0 – 1) Jegyzőkönyv | Mile 42' Szepessy 76' Szíjártó 40' Burcsa 89' |

| Üllői út, Budapest Nézőszám: 20 000 Játékvezető: Németh Lajos (magyar) |

| 7. forduló 1983. szeptember 24. |

| Budapesti Honvéd                                | 3 – 0               | Ferencváros |
| ----------------------------------------------- | ------------------- | ----------- |
| Esterházy 23' Bodonyi 46' Détári 66' (11-esből) | (1 – 0) Jegyzőkönyv | Bánki 77'   |

| Népstadion, Budapest Nézőszám: 20 000 Játékvezető: Kőrös László (magyar) |

| 8. forduló 1983. október 1. |

| Ferencváros                        | 2 – 2               | Haladás VSE                     |
| ---------------------------------- | ------------------- | ------------------------------- |
| Bánki 15' 5' Pogány 19' (11-esből) | (2 – 1) Jegyzőkönyv | Nagy 39' 55' Fitos 54' Vörös 9' |

| Üllői út, Budapest Nézőszám: 7 000 Játékvezető: Büki László (magyar) |

- A mérkőzés félbeszakadt. Az eredményt jóváhagyták.

| 9. forduló 1983. október 5. |

| Újpesti Dózsa | 1 – 1               | Ferencváros |
| ------------- | ------------------- | ----------- |
| Kardos 35'    | (1 – 0) Jegyzőkönyv | Koch 50'    |

| Népstadion, Budapest Nézőszám: 25 000 Játékvezető: Palotai Károly (magyar) |

| 10. forduló 1983. október 15. |

| Pécsi MSC  | 1 – 1               | Ferencváros             |
| ---------- | ------------------- | ----------------------- |
| Dárdai 16' | (1 – 0) Jegyzőkönyv | Pölöskei 90' Szántó 62' |

| PMFC Stadion, Pécs Nézőszám: 10 000 Játékvezető: Nagy Béla (magyar) |

| 11. forduló 1983. október 29. |

| Ferencváros | 0 – 2               | Zalaegerszegi TE                   |
| ----------- | ------------------- | ---------------------------------- |
| Judik 63'   | (0 – 1) Jegyzőkönyv | Gass 10' Török 89' 33' Czigány 64' |

| Széktói Stadion, Kecskemét Nézőszám: 15 000 Játékvezető: Lauber Gyula (magyar) |

| 12. forduló 1983. november 7. |

| MTK–VM                            | 4 – 0               | Ferencváros          |
| --------------------------------- | ------------------- | -------------------- |
| Boda 60' 83' Handel 84' Fülöp 87' | (0 – 0) Jegyzőkönyv | Bánki 79' Szántó 80' |

| Hungária körút, Budapest Nézőszám: 7 000 Játékvezető: Németh Lajos (magyar) |

| 13. forduló 1983. november 12. |

| Budapesti Volán | 0 – 3               | Ferencváros                        |
| --------------- | ------------------- | ---------------------------------- |
|                 | (0 – 0) Jegyzőkönyv | Kvaszta 50' Rubold 68' Szabadi 71' |

| Czabán Samu tér, Budapest Nézőszám: 10 000 Játékvezető: Kovács I. László (magyar) |

| 14. forduló 1983. november 19. |

| Ferencváros                                   | 3 – 2               | Szegedi EOL AK    |
| --------------------------------------------- | ------------------- | ----------------- |
| Pölöskei 18' (11-esből) Ebedli 50' Rubold 81' | (1 – 1) Jegyzőkönyv | Deák 11' Takó 63' |

| Üllői út, Budapest Nézőszám: 8 000 Játékvezető: Nagy Béla (magyar) |

| 15. forduló 1983. november 26. |

| Ferencváros | 0 – 0               | Videoton |
| ----------- | ------------------- | -------- |
| Bánki 23'   | (0 – 0) Jegyzőkönyv |          |

| Üllői út, Budapest Nézőszám: 15 000 Játékvezető: Pádár László (magyar) |

#### Tavaszi fordulók
| 16. forduló 1984. március 3. |

| Diósgyőr                       | 1 – 3               | Ferencváros                        |
| ------------------------------ | ------------------- | ---------------------------------- |
| Borostyán 56' Bősz 3' Oláh 77' | (0 – 2) Jegyzőkönyv | Kerekes 15' Pogány 38' Kvaszta 72' |

| DVTK-stadion, Miskolc Nézőszám: 12 000 Játékvezető: Hartmann Lajos (magyar) |

| 17. forduló 1984. március 10. |

| Ferencváros | 1 – 2               | Csepel SC                                      |
| ----------- | ------------------- | ---------------------------------------------- |
| Szabadi 87' | (0 – 1) Jegyzőkönyv | Tulipán 2' 55' Varga 20' Wéber 50' Fischli 61' |

| Üllői út, Budapest Nézőszám: 20 000 Játékvezető: Huták Antal (magyar) |

| 18. forduló 1984. március 17. |

| Nyíregyházi VSSC | 0 – 4               | Ferencváros                                 |
| ---------------- | ------------------- | ------------------------------------------- |
| Szűcs 48'        | (0 – 3) Jegyzőkönyv | Kerekes 11' Koch 15' Pogány 36' Szabadi 87' |

| Nyíregyháza Városi Stadion, Nyíregyháza Nézőszám: 15 000 Játékvezető: Nagy Béla (magyar) |

| 19. forduló 1984. március 24. |

| Ferencváros                    | 1 – 1               | Tatabányai Bányász                                   |
| ------------------------------ | ------------------- | ---------------------------------------------------- |
| Koch 60' Ebedli 52' Takács 79' | (0 – 1) Jegyzőkönyv | Plotár 16' Tepszics 13' Udvardi 51' Barabás 55′, 75′ |

| Üllői út, Budapest Nézőszám: 20 000 Játékvezető: Lázin János (magyar) |

| 20. forduló 1984. március 28. |

| Ferencváros                    | 1 – 1               | Vasas             |
| ------------------------------ | ------------------- | ----------------- |
| Szabadi 64' Haaz 49' Murai 85′ | (0 – 1) Jegyzőkönyv | Kiss 44' Rácz 54' |

| Népstadion, Budapest Nézőszám: 40 000 Játékvezető: Németh Lajos (magyar) |

| 21. forduló 1984. április 7. |

| Rába ETO                                          | 3 – 2               | Ferencváros                                |
| ------------------------------------------------- | ------------------- | ------------------------------------------ |
| Burcsa 45' 54' Hannich 26' Szepessy 23' Szabó 60' | (2 – 1) Jegyzőkönyv | Kerekes 25' Szabadi 60' Takács 2' Haaz 82' |

| Rába ETO Stadion, Győr Nézőszám: 15 000 Játékvezető: Hartmann Lajos (magyar) |

| 22. forduló 1984. április 14. |

| Ferencváros | 0 – 1               | Budapesti Honvéd |
| ----------- | ------------------- | ---------------- |
|             | (0 – 0) Jegyzőkönyv | Détári 73'       |

| Népstadion, Budapest Nézőszám: 35 000 Játékvezető: Németh Lajos (magyar) |

| 23. forduló 1984. április 21. |

| Haladás VSE          | 1 – 0               | Ferencváros |
| -------------------- | ------------------- | ----------- |
| Nagy 65' Pásztor 60' | (0 – 0) Jegyzőkönyv | Szántó 66'  |

| Rohonci úti stadion, Szombathely Nézőszám: 18 000 Játékvezető: Bay Ferenc (magyar) |

| 24. forduló 1984. április 28. |

| Ferencváros | 1 – 0               | Újpesti Dózsa         |
| ----------- | ------------------- | --------------------- |
| Kerekes 88' | (0 – 0) Jegyzőkönyv | Sarlós 68' Herédi 85' |

| Népstadion, Budapest Nézőszám: 25 000 Játékvezető: Maczkó József (magyar) |

| 25. forduló 1984. május 5. |

| Ferencváros | 1 – 0               | Pécsi MSC             |
| ----------- | ------------------- | --------------------- |
| Kerekes 56' | (0 – 0) Jegyzőkönyv | Mészáros 11' Róth 55' |

| Üllői út, Budapest Nézőszám: 10 000 Játékvezető: Lauber Gyula (magyar) |

| 26. forduló 1984. május 13. |

| Zalaegerszegi TE               | 1 – 0               | Ferencváros |
| ------------------------------ | ------------------- | ----------- |
| Gass 18' Török 63' Pecsics 67' | (1 – 0) Jegyzőkönyv |             |

| ZTE Stadion, Zalaegerszeg Nézőszám: 12 000 Játékvezető: Drigán György (magyar) |

| 27. forduló 1984. május 16. |

| Ferencváros             | 2 – 0               | MTK–VM     |
| ----------------------- | ------------------- | ---------- |
| Kerekes 71' Szabadi 78' | (0 – 0) Jegyzőkönyv | Turner 15' |

| Üllői út, Budapest Nézőszám: 10 000 Játékvezető: Kovács I. László (magyar) |

| 28. forduló 1984. május 19. |

| Ferencváros   | 2 – 2       | Budapesti Volán      |
| ------------- | ----------- | -------------------- |
| Takács Pogány | Jegyzőkönyv | Hámori 32' Kajdy 39' |

| Üllői út, Budapest Nézőszám: 15 000 Játékvezető: Németh Lajos (magyar) |

| 29. forduló 1984. május 26. |

| Szegedi EOL AK                                                       | 3 – 3               | Ferencváros                         |
| -------------------------------------------------------------------- | ------------------- | ----------------------------------- |
| Gruborovics 28' (11-esből) Polyvás 39' Kovács 76' Kun 15' Balázs 43' | (2 – 2) Jegyzőkönyv | Takács 9' Rubold 40' 70' Szántó 15' |

| Szeged Nézőszám: 12 000 Játékvezető: Lázin János (magyar) |

| 30. forduló 1984. június 3. |

| Videoton  | 1 – 0               | Ferencváros          |
| --------- | ------------------- | -------------------- |
| Szabó 30' | (1 – 0) Jegyzőkönyv | Pogány 74' Dózsa 80′ |

| Sóstói Stadion, Székesfehérvár Nézőszám: 12 000 Játékvezető: Nagy Béla (magyar) |

#### A bajnokság végeredménye
|    | Csapat               | Játszott | Gy | D  | V  | L  | K  | Gk  | Pont | Megjegyzés                                     |
| -- | -------------------- | -------- | -- | -- | -- | -- | -- | --- | ---- | ---------------------------------------------- |
| 1  | Bp. Honvéd SE        | 30       | 19 | 6  | 5  | 63 | 24 | +39 | 40   | Bajnok, 1984–1985-ös BEK                       |
| 2  | Rába ETO             | 30       | 14 | 9  | 7  | 66 | 58 | +8  | 37   | 1984–1985-ös UEFA-kupa                         |
| 3  | Videoton SC          | 30       | 16 | 5  | 9  | 47 | 31 | +16 | 37   | 1984–1985-ös UEFA-kupa, 1984-es Intertotó-kupa |
| 4  | Újpesti Dózsa        | 30       | 12 | 11 | 7  | 49 | 33 | +16 | 35   |                                                |
| 5  | Tatabányai Bányász   | 30       | 13 | 9  | 8  | 40 | 37 | +3  | 35   |                                                |
| 6  | Vasas SC             | 30       | 14 | 5  | 11 | 46 | 40 | +6  | 33   |                                                |
| 7  | Zalaegerszegi TE     | 30       | 11 | 8  | 11 | 38 | 37 | +1  | 30   |                                                |
| 8  | MTK-VM               | 30       | 10 | 9  | 11 | 39 | 44 | -5  | 29   |                                                |
| 9  | Szegedi EOL AK       | 30       | 10 | 9  | 11 | 42 | 44 | -2  | 29   |                                                |
| 10 | Pécsi MSC            | 30       | 8  | 12 | 10 | 36 | 38 | -2  | 28   |                                                |
| 11 | Csepel SC            | 30       | 9  | 9  | 12 | 36 | 43 | -7  | 27   |                                                |
| 12 | Ferencváros          | 30       | 9  | 9  | 12 | 43 | 44 | -1  | 27   | 1984-es Intertotó-kupa                         |
| 13 | Szombathelyi Haladás | 30       | 10 | 6  | 14 | 29 | 42 | -13 | 26   |                                                |
| 14 | Volán SC             | 30       | 7  | 10 | 13 | 42 | 54 | -12 | 24   | Kizárva                                        |
| 15 | Nyíregyházi VSSC     | 30       | 7  | 8  | 15 | 28 | 47 | -19 | 22   | Kiestek az NB II-be                            |
| 16 | Diósgyőri VTK        | 30       | 2  | 9  | 19 | 25 | 53 | -28 | 13   | Kiestek az NB II-be                            |

#### Eredmények összesítése
Az alábbi táblázatban összesítve szerepelnek a Ferencvárosi TC 1983/84-es bajnokságban elért eredményei.
| Ősz/tavasz (forduló)    | Otthon | Otthon | Otthon | Otthon | Otthon | Otthon | Otthon | Idegenben | Idegenben | Idegenben | Idegenben | Idegenben | Idegenben | Idegenben |
| Ősz/tavasz (forduló)    | M      | GY     | D      | V      | LG–KG  | GK     | P      | M         | GY        | D         | V         | LG–KG     | GK        | P         |
| ----------------------- | ------ | ------ | ------ | ------ | ------ | ------ | ------ | --------- | --------- | --------- | --------- | --------- | --------- | --------- |
| Őszi szezon (1–15.)     | 7      | 3      | 3      | 1      | 12–9   | +3     | 9      | 8         | 1         | 2         | 5         | 10–18     | –8        | 4         |
| Tavaszi szezon (16–30.) | 8      | 3      | 3      | 2      | 9–7    | +2     | 9      | 7         | 2         | 1         | 4         | 12–10     | +2        | 5         |
| Összesen (1–30.)        | 15     | 6      | 6      | 3      | 21–16  | +5     | 18     | 15        | 3         | 3         | 9         | 22–28     | –6        | 9         |

### Magyar kupa
| 1983. november 16. |

| Székesfehérvári Ikarus | 1 – 4       | Ferencváros                |
| ---------------------- | ----------- | -------------------------- |
|                        | Jegyzőkönyv | Pölöskei ög' Szabadi Murai |

| Székesfehérvár |

| 1983. november 23. |

| Oroszlány | 1 – 5       | Ferencváros                         |
| --------- | ----------- | ----------------------------------- |
|           | Jegyzőkönyv | Kvaszta Pogány Mörtel Ebedli Takács |

| Oroszlány |

| 1984. február 26. |

| Budafoki MTE | 0 – 8       | Ferencváros                          |
| ------------ | ----------- | ------------------------------------ |
|              | Jegyzőkönyv | Pogány Murai Kerekes Szántó Rab Koch |

| Budafok |

Nyolcaddöntő
| 1984. február 29. |

| Ferencváros    | 3 – 1       | Pécsi MSC |
| -------------- | ----------- | --------- |
| Kerekes Pogány | Jegyzőkönyv |           |

| Üllői út, Budapest |

Negyeddöntő
| 1984. május 2. |

| Siófoki Bányász | 4 – 2       | Ferencváros     |
| --------------- | ----------- | --------------- |
|                 | Jegyzőkönyv | Kerekes Szabadi |

| Siófok |

### Egyéb mérkőzések
| 1983. július 24. |

| FC Herzberg | 2 – 14      | Ferencváros                                                    |
| ----------- | ----------- | -------------------------------------------------------------- |
|             | Jegyzőkönyv | Pölöskei Koch Murai Bánki Kvaszta Szabadi Rubold Szántó Ebedli |

| Herzberg |

| 1983. július 25. |

| FC Bergedore | 0 – 8       | Ferencváros                               |
| ------------ | ----------- | ----------------------------------------- |
|              | Jegyzőkönyv | Szabadi Koch Murai Pölöskei Rubold Pogány |

| Bergedore |

| 1983. július 26. |

| FC Grone | 2 – 6       | Ferencváros                         |
| -------- | ----------- | ----------------------------------- |
|          | Jegyzőkönyv | Ebedli Pogány Kvaszta Bánki Szabadi |

| Grone |

| 1983. július 28. |

| FC Gifhorn | 1 – 10      | Ferencváros                                  |
| ---------- | ----------- | -------------------------------------------- |
|            | Jegyzőkönyv | Szabadi Dózsa Ebedli Murai Bánki Pogány Koch |

| Gifhorn |

| 1983. július 29. |

| Raststede | 0 – 6       | Ferencváros                  |
| --------- | ----------- | ---------------------------- |
|           | Jegyzőkönyv | Pogány Rubold Judik Pölöskei |

| Raststede |

| 1983. július 30. |

| Toppenstadt | 1 – 9       | Ferencváros                                 |
| ----------- | ----------- | ------------------------------------------- |
|             | Jegyzőkönyv | Rubold Bánki Rab Szántó Koch Takács Kvaszta |

| Toppenstadt |

| 1983. augusztus 1. |

| Bad Gandersheim | 1 – 11      | Ferencváros                                                      |
| --------------- | ----------- | ---------------------------------------------------------------- |
|                 | Jegyzőkönyv | Pogány Szabadi Pölöskei Murai Ebedli Rubold Takács Bánki Kvaszta |

| Bad Gandersheim |

| 1983. augusztus 2. |

| Charlottenburg | 1 – 3       | Ferencváros         |
| -------------- | ----------- | ------------------- |
|                | Jegyzőkönyv | Takács Murai Rubold |

| Nyugat-Berlin |

| 1983. augusztus 6. |

| Bordeaux FC | 0 – 1       | Ferencváros |
| ----------- | ----------- | ----------- |
|             | Jegyzőkönyv | Szabadi     |

| Narbone |

| 1983. augusztus 12. |

| Gutenbrun | 1 – 30      | Ferencváros                                                     |
| --------- | ----------- | --------------------------------------------------------------- |
|           | Jegyzőkönyv | Kvaszta Szabadi Koch Rubold Pogány Szántó Kovács Bánki Jancsika |

| Gutenbrun |

| 1983. augusztus 13. |

| Klagenfurt | 1 – 1       | Ferencváros |
| ---------- | ----------- | ----------- |
|            | Jegyzőkönyv | Kvaszta     |

| Klagenfurt |

| 1983. augusztus 15. |

| FC Neuzild | 0 – 1       | Ferencváros |
| ---------- | ----------- | ----------- |
|            | Jegyzőkönyv | Pölöskei    |

| Nezsider |

| 1983. augusztus 17. |

| Sevilla FC | 3 – 1       | Ferencváros |
| ---------- | ----------- | ----------- |
|            | Jegyzőkönyv | Koch        |

| Sevilla |

| 1983. augusztus 19. |

| FC Elche | 1 – 2       | Ferencváros    |
| -------- | ----------- | -------------- |
|          | Jegyzőkönyv | Szabadi Ebedli |

| Elche |

| 1983. augusztus 20. |

| Murcia | 1 – 0       | Ferencváros |
| ------ | ----------- | ----------- |
|        | Jegyzőkönyv |             |

| Murcia |

| 1984. február 9. |

| Beroe Sztara Zagora | 2 – 0 | Ferencváros |
| ------------------- | ----- | ----------- |
|                     |       |             |

| Sztara Zagora |

| 1984. február 11. |

| Slavia Sofia | 1 – 2 | Ferencváros    |
| ------------ | ----- | -------------- |
|              |       | Pogány Szabadi |

| Szófia |

| 1984. március 21. |

| Ferencváros          | 2 – 1               | Beroe Sztara Zagora |
| -------------------- | ------------------- | ------------------- |
| Szabadi 44' Koch 56' | (1 – 1) Jegyzőkönyv | Bazencov 24'        |

| Üllői út, Budapest Nézőszám: 2 000 Játékvezető: Nagy László (magyar) |

## Külső hivatkozások
- A csapat hivatalos honlapja (magyarul)
- Az 1983–84-es szezon menetrendje a tempofradi.hu-n (magyarul)